# Lucille M. Mair
Lucille Mathurin Mair, née Walrond en 1924 et morte le 28 janvier 2009, est une diplomate jamaïcaine. En mars 1982, elle devient la première femme sous-secrétaire générale des Nations unies.
Sa thèse d'histoire sur l'histoire des femmes en Jamaïque est une référence dans son domaine. 

## Éducation et carrière
Née à Kingston, en Jamaïque en 1924, Mair obtient un premier diplôme en histoire à l'Université de Londres. En 1974, elle obtient un doctorat en histoire de l'Université des Indes occidentales avec une thèse intitulée « Une étude historique des femmes en Jamaïque 1655-1844 », à propos de laquelle Verene Shepherd déclare : « Sur une période de trois décennies, il est devenu l'ouvrage inédit le plus recherché parmi les étudiants et les spécialistes de l'histoire et de la culture des Caraïbes. »
Mair occupe le poste de sous-secrétaire générale au bureau du secrétaire des Nations Unies en 1979, à partir duquel elle exerce le rôle de secrétaire générale de la Conférence mondiale de la Décennie des Nations Unies pour la femme tenue en 1980 à Copenhague. De 1981 à 1982, elle est conseillère spéciale auprès du Fonds des Nations Unies pour l'enfance (UNICEF) pour le développement des femmes au niveau de secrétaire générale adjointe. Elle est ensuite secrétaire générale de la Conférence des Nations Unies sur la Palestine de 1982 à 1987. En mars 1982, Mair est nommée sous-secrétaire générale des Nations Unies, devenant ainsi la première femme à détenir un tel titre. Elle est représentante permanente de la Jamaïque auprès des Nations unies de 1992 à 1995 et est également ambassadrice à Cuba.

## Vie personnelle et mort
Mair est une veuve qui élève seule trois enfants. Elle se remarie mais demande le divorce. Mair décède le 28 janvier 2009 à son domicile de Kingston, à l'âge de 85 ans. Le secrétaire général des Nations Unies, Ban Ki-moon, exprime ses condoléances dans un communiqué, saluant Mair comme une « défenseure de longue date des droits des femmes »

## Reconnaissance
L'Institut international d'études sociales (ISS) décerne son doctorat honorifique à Lucille Mair en 1988. En 1996, elle reçoit le Prix triennal de la CARICOM pour les femmes. Le 25 octobre 2016, Mair est intronisée à titre posthume au Wolmer's Hall of Fame.